# Korea Aerospace Industries
Korea Aerospace Industries Ltd. (зазвичай називають KAI, кор.: хангиль: 한국항공우주산업, ханча: 韓國航空宇宙産業, НЛ: Hanguk Hanggonguju Saneop) — південнокорейська аерокосмічна компанія, спочатку спільне підприємство компаній Samsung Aerospace, Daewoo Heavy Industries (аерокосмічний підрозділ) і Hyundai Space and Aircraft Company (HYSA), яка у 1999 об'єднала членів-засновників на прохання корейського уряду через фінансові проблеми які виникли через фінансову кризу 1997. Штаб-квартира і основні заводи розташовані у місті Сачхоні.

## Проекти
У 2010 KAI почала вивчати проект з запуску турбогвинтового 90-місного літака, який було анонсовано на початку 2011. У жовтні 2012 було укладено угоду на спільну розробку з компанією Bombardier Aerospace і урядовим південнокорейським консорціумом, на розробку 90-місного турбогвинтового регіонального авіалайнера, орієнтовна дата запуску 2019. У консорціум входять Korea Aerospace Industries і Korean Air Lines.

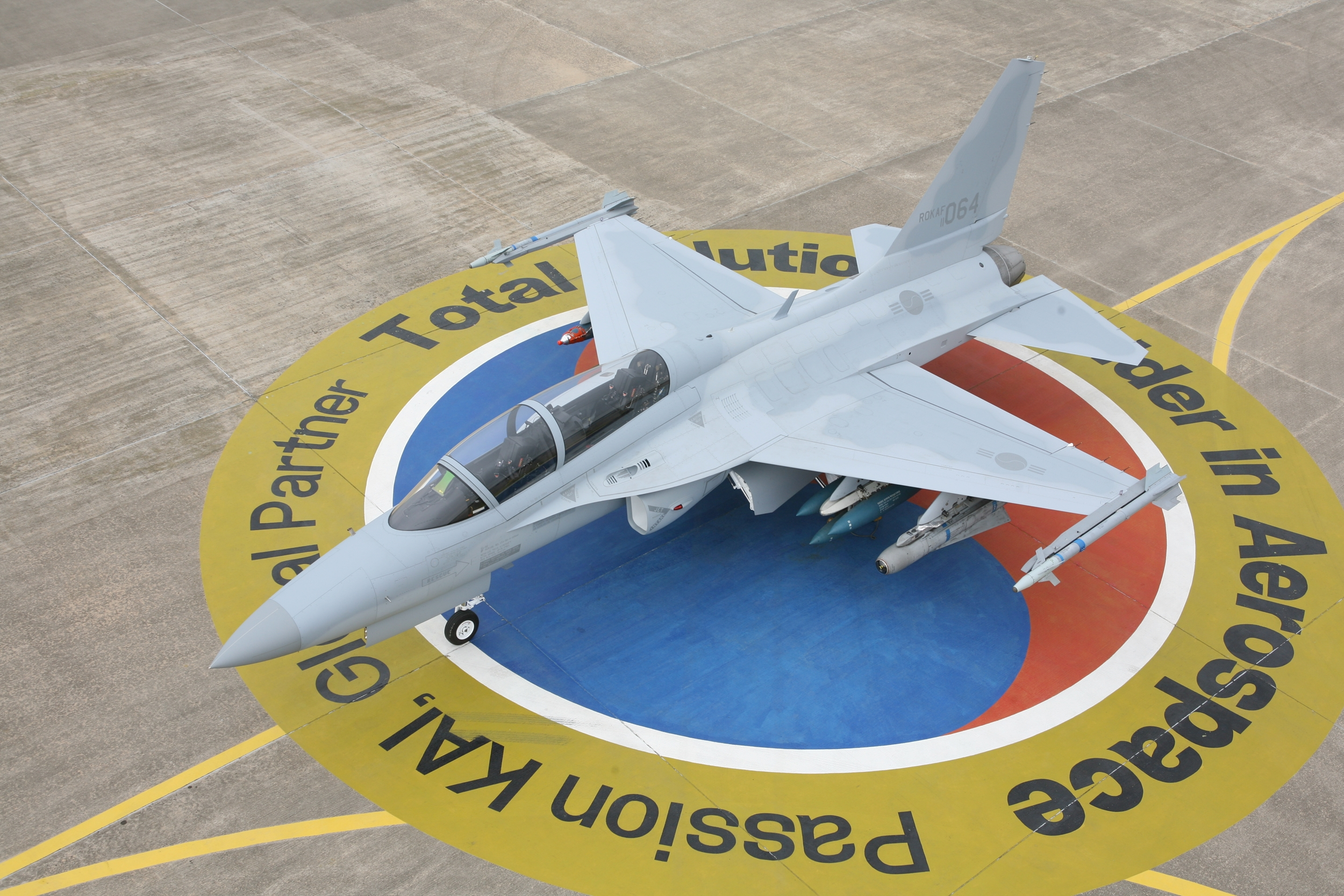
TA-50 у KAI

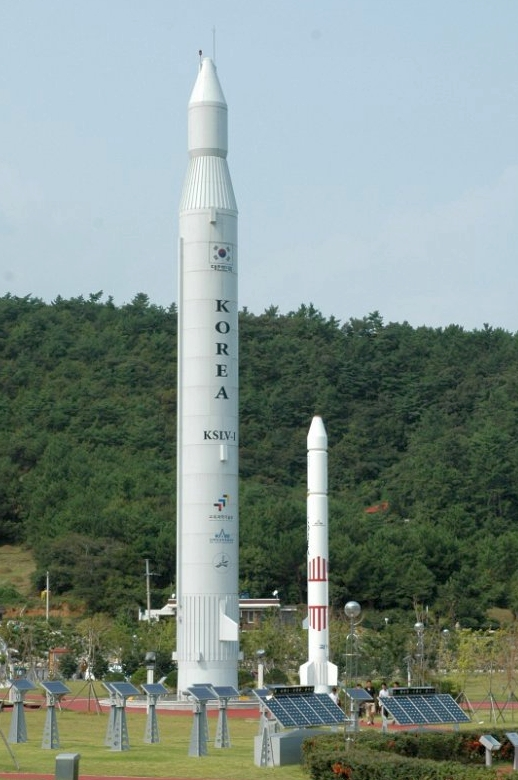
KSLV-1 Naro у експозиції космічного центрі Наро

## Продукція
Ліцензійна продукція
- MBB/Kawasaki BK 117 : Hyundai Space and Aircraft Company у 1989 зібрали BK-117.
- MBB Bo-105 KLH (1989) : Daewoo Heavy Industries (аерокосмічний підрозділ) ліцензійне виробництво бойової версії CBS-5.
- KF-16, (1991) : Samsung Aerospace випустив 140 винищувачів F-16 C/D Block 52 за ліцензією Lockheed Martin у 1990-ті.[5]

Оновлення і модифікації
- P-3CK
- Lockheed C-130 Hercules
- Westland Lynx
- Boeing 737 AEW&C

Літаки
- KAI KT-1 Woongbi (2000)
- KAI T-50 Golden Eagle (2005)
- KAI KC-100 Naraon  (2011) — чотиримісний літак з поршневим двигуном[6]
- KAI KT-100 (2015) — тренувальний військовий літак з поршневим двигуном

Вертоліт
- KAI KUH-1 Surion (2013)

Безпілотний літальний апарат
- KAI RQ-101 Songgolmae (2001): internationally as the Night Intruder 300[7]

### Співпраця
- Bell 427 вертоліт розроблений і випущений Bell Helicopter і Samsung Aerospace Industries.
- Bell 429 вертоліт розроблений і випущений Bell Helicopter і Samsung Aerospace Industries.

### Супутники
- Korean Multipurpose Satellites No. 1, 2, 3 і 5

### Пускова платформа
- Korea Space Launch Vehicle(KSLV)-II:[8] KSLV-II був розроблений, щоб генерувати комбіновану тягу 300 тонн за допомогою чотирьох паралельних 75 тонних двигунів на рідкому паливі. KSLV 2 пускова установка призначена для космічних апаратів які Південна Корея пропонує відправляти на Місяць у 2020. Місячний посадковий модуль повинен з'явитися у 2025.[9]

### Майбутні проекти
- KAI KF-X - Корейський експериментальний винищувач[10]
- KAI LCH/LAH - Легкий цивільний вертоліт/Легкий озброєний вертоліт [11]
- KAI Midsize Turboprop Passenger Plane - спільна розробка 90-місного турбогвинтового літака запланована на 2019.[12]
- KAI Next-Generation БПЛА - Розробник військових БПЛА рівня корпусу.[13]